# Irena Kosmowska
Irena Kosmowska, född 1879, död 1945, var en polsk politiker.
Hon tillhörde 1918 den första grupp kvinnor som valdes in i det polska parlamentet. Hon satt i parlamentet 1918–1930. 